# Joseph Brettauer
Joseph Brettauer (* 8. Dezember 1835 in Ancona; † 11. Juli 1905 in Triest, Österreich-Ungarn) war ein österreichischer Mediziner und Münzsammler.

## Leben und Wirken

### Brettauer als Mediziner
Joseph Brettauer studierte an der Prager und Wiener Universität Medizin, wo er 1859 promovierte. Im Allgemeinen Krankenhaus in Wien machte er die Facharztausbildung für Augenheilkunde bei Carl Ferdinand von Arlt. Nachdem er mit seinen Eltern 1861 nach Triest übersiedelte, wurde er im Triestiner Krankenhaus Leiter der Augenabteilung. Diese Position behielt er bis zu seiner Pensionierung im Jahr 1904. In Ärztekreisen galt er bis ins hohe Alter als guter Diagnostiker und geschickter Operateur. Wissenschaftliche Publikationen existieren jedoch kaum.

### Brettauer als Numismatiker
Er blieb das ganze Leben Junggeselle. Neben seiner medizinischen Tätigkeit war er ein begeisterter Sammler von Münzen, Medaillen und anderen numismatischen Objekten. Dabei setzte er erhebliche finanzielle Mittel ein und brachte zwei riesige Sammlungen von Münzen, Medaillen etc. zustande: eine mit Objekten mit Bezug auf die Stadt Triest und die MEDICINA in NUMMIS. Diese Sammlung (mit 5557 Katalognummern) dokumentiert Medizinisches, Hygienische, Volkswohlfahrt, Hunger und Pest, bedeutende Personen, Einrichtungen, Erfindungen und Bäder, Katastrophen und Antialkoholikerbewegungen, Auszeichnungen und Ehrungen aus dem gesamten europäischen Raum. Zeitlich beginnt die Sammlung mit griechischen Münzen des 5. Jahrhunderts vor Christus und reicht bis an den Beginn des 20. Jahrhunderts.
Neben den weit mehr als 7.000 Münzen, Medaillen etc. die er zum Zeitpunkt seines Todes besaß, verfügte er auch über ein Spezialwissen auf diesem Gebiet, sodass er als einer der bedeutendsten Numismatiker des 19. Jahrhunderts zählte.

### Nach seinem Tod
Brettauer vermachte den gesamten Sammlungsteil „Medicinia in Nummis“ testamentarisch mit einer zusätzlichen Stiftung von 10.000 Kronen der Universität Wien mit der Auflage, die Sammlung zu katalogisieren und für Studienzwecke zur Verfügung zu stellen. Da dies der Universität nicht möglich war, wurde die Sammlung in das Münzkabinett im Kunsthistorischen Museum verlagert. Wegen der finanziellen Schwierigkeiten (Inflation der Ersten Republik) wurde der Sammlungskatalog erst 1937 publiziert, der 1989 in einem Reprint als Band 28 der Veröffentlichungen der Numismatischen Kommission der Österreichischen Akademie der Wissenschaften erschienen konnte.
Unabhängig davon bestand an der Universität Wien seit 1774 die älteste Lehrkanzel der Welt für Numismatik. Diese war aber seit 1863 verwaist. Nachdem die Lehrkanzel 1965 wieder aktiviert wurde, konnte man die Sammlung „Medicina in Nummis“ wieder zur Universität zurückholen. Seit 1988 wird die Brettauersammlung am Institut für Numismatik und Geldgeschichte der Universität Wien (im Gebäude der ehemaligen Hochschule für Welthandel) verwahrt, betreut, im Unterricht eingesetzt und auch in Teilen ausgestellt.
Seine Münzsammlung, die Bezug auf Triest hatte, vermachte er dem städtischen Museum in Triest.